# Szarvas Árpád
Szarvas Árpád magyar zenész. Az EZ Basic zenekar énekese és gitárosa.

## Fiatalkor
Gyermekkorában Szegedre költözött. Miután elvégezte a Szegedi Tudományegyetem Bölcsészettudományi Karán az angol szakot, Budapestre költözött.

## Zenei pályafutása
Szarvas Árpád először a Pale Blue Eyes szegedi rockegyüttesben gitározott, miközben középiskolába járt. A Pale Blue Eyesra olyan zenék hatottak, mint például Nick Cave and the Bad Seeds, a Sonic Youth és a Joy Division. Később Szarvas Árpád elhagyta a zenekart, és barátjával, Pesztalics Dénessel megalapította az EZ Basicet.
Szarvas Árpádra olyan zenekarok hatottak, mint a The Jesus and Mary Chain, a House of Love, a Primal Scream és a Broadcast.
Az EZ Basic mellett az Evil Men Have No Songs és a Models Can't Fuck nevű zenei formációkban is tevékenykedik. 

## Diszkográfia

### EZ Basickel
Albumok és EP-k
- EZ To Say EP (2007)
- Hocus Focus (2007)
- Hello Heavy (2010)
- Memories of Spring (kislemez) (2012)
- Dead End Darling (2015)
- Sissyfuzz (2017)

### Evil Men Have No Songs
Albumok és EP-k
- Evil Men Have No Songs EP (2010)
- Always Somewhere Else EP (2012)
- Where We Come From (2013)

### Models Can't Fuck
Albumok és EP-k
- Move to Iceland EP (2011)
- Models Can't Fuck EP (2017)

Kislemezek
- Ghost Kid (2010, Models Can't Fuck)
- Home Tonight (2010, Evil Men Have No Songs)
- Move to Iceland (Möbel remix) (2012, Models Can't Fuck)
- New Lines (2013, EZ Basic)
- Unnatural (2014, EZ Basic)
- Whatcha Gonna Do With Your Life? (2015, EZ Basic)

## Hangszerek

### Gitárok
Epiphone 5102T / EA-250

## Fordítás
- Ez a szócikk részben vagy egészben  az   Árpád Szarvas című angol Wikipédia-szócikk ezen változatának fordításán alapul.  Az eredeti cikk szerkesztőit annak laptörténete sorolja fel. Ez a jelzés csupán a megfogalmazás eredetét és a szerzői jogokat jelzi, nem szolgál a cikkben szereplő információk forrásmegjelöléseként.